# سليمان بن عبد الوهاب
سُليمان بن عبد الوهّاب بن سليمان بن مشرف (توفي في 1208هـ) هو أخو محمد بن عبد الوهاب أبرز دعاة السلفية والذي اشتهرت دعوته عند أعدائه باسم الوهابية، وكان من المعارضين لأخيه ولدعوته فقد وقف ضدها في بداية أمرها.

## نبذة عن حياته
ولد سليمان في بلدة العيينة حينما كان أبوه قاضيا فيها. وتاريخ ولادته مجهول. وهو أخو الشيخ محمد بن عبد الوهاب لأبيه وأمه، وتعلم في العيينة على والده وغيره، انتقل مع والده إلى حريملاء سنة 1139هـ، ثم أكمل تعليمه الشرعي فيها على يد والده وغيره من علماء عصره، خصوصاً في علم الفقه، الذي كان سنام العلوم الشرعية آنذاك. وكان سليمان يخلف أباه في قضاء حريملاء، وتبوأ مكانه بعد وفاته سنة 1153 هـ. وقيل إن سليمان بن عبد الوهاب أكبر سناً من شقيقه محمد، وقد درس محمد بن عبد الوهاب عند شقيقه سليمان كما درس عند أبيه عبد الوهاب، وكان سليمان بن عبد الوهاب كما ذكر معاصروه متبحراً في الفقه عالماً نبيهاً مقبولاً عند علماء نجد كافة، وكان موجباً عند الزعماء والأمراء، ومرجعاً موثوقاً للعامة من الناس، ومسموع الكلمة لعلمه، وعقله، وتقواه، وإخلاصه، بل كان من أول المُبادرين للنهي عن المنكرات، والوقوف أمام انتشارها باللسان والقلم والنصيحة. وصفه المؤرخ ابن بشر في تاريخه بأنه من العلماء القضاة، والفقهاء من أصحاب المعرفة والدراية.

## خلافه مع أخيه محمد بن عبد الوهاب
اتفق المؤرخون على أن سليمان بن عبد الوهاب كان مخالفًا في بداية أمره لدعوة أخيه محمد بن عبد الوهاب ومن أبرز حوادث هذا الخلاف:
- 1165هـ: نقل ابن بشر أن سليمان بن عبد الوهاب قام مع جماعة من رؤساء بلدة حريملاء على نقض العهد وعزلوا أميرهم، ولكن سليمان اعتذر لأخيه بأنه لم يكن موافقًا لهم.[4]
- 1167هـ: نقل ابن بشر أن سليمان كتب كتابًا إلى أهل العيينة وذكر فيه ما يرد على أصول دعوة أخيه محمد، وأرسل محمد بن عبد الوهاب رسالة يرد فيها على ما لبَّس به أخوه سليمان على العوام،[5] واستظهر بعض المتأخرين أن رسالة سليمان بن عبد الوهاب هذه هي كتابه المنشور باسم «فصل الخطاب في الرد على محمد بن عبدالوهاب» أو «الصواعق الإلهية في الرد على الوهابية».
- 1186 هـ: سار عبد العزيز بن محمد لفتح حريملاء، واستولى عليها، وهرب سليمان بن عبد الوهاب ماشيًا إلى سدير.[5]
- 1190هـ: قدم سليمان بن عبد الوهاب إلى الدرعية وأقام بها إلى أن مات.[5]

اختلف المؤرخون في مرحلة ما بعد استقرار سليمان بن عبد الوهاب في الدرعية هل استمر في خلافه مع أخيه أم أنه وافق أخاه فيما يدعو إليه، فنقل عبد اللطيف بن عبد الرحمن بن حسن آل الشيخ نصًّا لرسالة من سليمان بن عبد الوهاب إلى الأخوان أحمد بن محمد التويجري وأحمد ومحمد ابني عثمان بن شبانة تنص صريحًا على رجوعه عن خلافه السابق مع دعوة أخيه ووصفه لحاله الأولى بمخالفة الحق، وقال في ضمنها: «يا إخواني معلومكم ما جرى منا من مخالفة الحق واتباعنا سبل الشيطان ومجاهدتنا في الصد عن اتباع سبل الهدى، والآن معلومكم لم يبق من أعمارنا إلا اليسير، والأيام معدودة، والأنفاس محسوبة، والمأمول منا أن نقوم لله، ونفعل مع الهدى أكثر مما فعلنا مع الضلال». ونقل ذلك عن عبد اللطيف آل الشيخ مقرًا له: محمد بشير السهسواني وسليمان بن سحمان و فوزان السابق، ومسعود الندوي، ومحمد بن سعد الشويعر وممن ذكر رجوعه أيضا خير الدين الزركلي. لكن شكك المؤرخ عبد الله بن عبد الرحمن آل بسام وكذلك عبد العزيز بن محمد آل عبد اللطيف في صحة رجوعه.

## مؤلفاته

كتاب الصواعق الإلهية في الرد على الوهابية.

ينسب إلى سليمان بن عبد الوهاب كتاب في الرد على أصول دعوة أخيه محمد بن عبد الوهاب، طبع بعدة أسماء منها:
- الصواعق الإلهية في الرد على الوهابية:

وقد جزم بعض المحققين في التاريخ بأن هذا الاسم من ناشر الكتاب وليس من المؤلف، منهم عبد الله بن عبد الرحمن آل بسام، و مسعود الندوي، لكن اغتر بهذه التسمية بعض الشيعة فزعم أنه أول من استعمل كلمة «الوهابية» في كتابه.
- فصل الخطاب في الرد على محمد بن عبد الوهاب:

وذكره بهذا الاسم محمد بن عبد الله بن حميد النجدي الحنبلي وهو من المناوئين لدعوة محمد بن عبد الوهاب، وكذلك اطلع عبد الله بن عبد الرحمن آل بسام على مخطوطة له بهذا الاسم.
ورفض بعض الباحثين نسبة هذا الكتاب إلى سليمان بن عبد الوهاب واحتجوا على ذلك بعدة حجج منها:
• أن لقب «الوهابية» اشتهر بعد موت محمد بن عبد الوهاب وأخيه سليمان بعشرين سنة.
• لو كان سليمان بن عبد الوهاب ممن رد على أخيه وناوأ دعوته فإن اسمه سوف يتكرر في الردود، وسيأتي له ذكر أسوة بأسماء من ناوأها.
• أن مخالفة سليمان بن عبد الوهاب لأخيه كانت في بداية أمر دعوة الشيخ محمد ، ووقتها لم تتعد الردودُ الكلامَ الشفوي والمراسلات.
• أن كلمة «الوهابية» نسبة لوالدهما جميعًا ولا يمكن أن يكون لسليمان الابتداع في إطلاقها لأنه لم يردَّ على والده من جهة. وإن أطلقت تجاوزاً فهما يشتركان فيها، الراد والمردود عليها. «وهذه لا تنطلي على سليمان بن عبد الوهاب إذا كان هو صاحب الرد حقيقة».
• أن مادة الكتاب كلام بالنص منقول ممن ردوا على الشيخ محمد بن عبد الوهاب، كداود بن جرجيس والحداد وغيرهما.
• أن ردود محمد بن عبد الوهاب على المناوئين لدعوته لم يرد فيها اسم أخيه سليمان، مما يدل على أنه كان متوقفًا عن قبول الدعوة.
- الرد على من كفر المسلمين بسبب النذر لغير الله.

## ذريته
له ولد اسمه عبد العزيز وصفه ابن حميد فقال: «من الفضلاء الأتقياء النّجباء وأهل الورع البالغ في زمنه إلى الغاية، بحيث صار يطلق عليه إنّه أورع أهل العصر» توفي عبد العزيز في 1274هـ.
وذرية سليمان بن عبد الوهاب معروفة بـ«آل عبد الوهاب» ويسكن أكثرهم حريملاء، بخلاف ذرية أخيه محمد بن عبد الوهاب المعروفة بـ «آل الشيخ».